# Кузнецовка (приток Шмелёвки)
Кузнецовка (Кузнецы, Кузнецов овраг, Кузнецовский овраг) — река в Московской области и в районе Орехово-Борисово Южное Москвы, правый приток Шмелёвки. Почти вся сохранилась в открытом русле.

## История
На левом берегу реки вблизи её устья до включения территории в состав Москвы находилась деревня Зябликово. Название, скорее всего, антропонимического происхождения. «Кузнецы» — вероятно, переосмысление первоначального названия.
Исторически, до начала отвода в Шмелёвку городских сточных вод, Кузнецовка по полноводности в месте слияния была близка к Шмелёвке и поэтому иногда рассматривалась как главная река по отношению к ней.

## Современное описание
Временный водоток начинается за МКАД, у окраины посёлка Развилка, в 1-1,5 км к востоку от Гурьевского проезда, с ветвистой овражно-балочной системы. Течёт на север. Пересекает МКАД в коллекторе. В Москве протекает по северо-восточной опушке Зябликовского леса, из которого с левой стороны подходит сухой Горбутанский овраг-балка. В этом овраге произрастают растения из Красной книги Москвы: ландыш, ветреница лютиковая и колокольчик широколистный. Впадает в Шмелёвку в 130 м восточнее оврага Лыхина.
Длина с временным водотоком 2,5 км, с постоянным водотоком 1,5 км. Долина ниже МКАД глубокая, присутствуют берёзовые перелески и луга. В 1991 году объявлена памятником природы в составе долины Шмелёвки.